# إنكرتين

GLP-1 and DPP-4 inhibitors

الإنكرتينات Incretins، هي مجموعة من الهرمونات المعدية المعوية التي تحفز على خفض مستويات الجلوكوز في الدم. تقوم الإنكرتينات بهذا العمل عن طريق زيادة كمية الإنسولين المفرز. من خلايا بيتا الموجودة في جزر لانغرهانس بعد الأكل، وقبل أن تصبح مستويات جلوكوز الدم مرتفعة.

## تأثير وعمل الإنكرتين
- كلاهما يُحفز إفراز الأنسولين بطريقة تعتمد على مستوى السكر (الجلوكوز) في الدم ويُحسنان نسخ مورثات الإنسولين وإنتاجه. علاوة على ذلك، أظهرت دراسات سابقة بأنهما يزيدان من كتلة خلايا بيتا في البنكرياس عن طريق تنشيط تكاثرها وكبت استماتتها فبالتالي تنشط وتزيد هذه الخلايا المسئولة عن إنتاج وإفراز الأنسولين.[1]
- تحفيز مُستقبلات Glp-1 يزيد من إفراز الأنسولين ويمنع إفراز هرمون الجلوكاجون الذي يزيد من إنتاج الكبد للسكر (الجلوكوز).
- تحفيز مُستقبلات Glp-1 يقوم بتأخير افراغ المعدة للأكل مما يُساعد على امتصاص السكر ببطء في الأمعاء.
- تحفيز مُستقبلات Glp-1 يقوم بتحسين حساسيه الأنسجة للأنسولين مما يعني دخول أفضل للسكر فيها مما يقلل من مستويات السكر أثناء الصوم وبعد الأكل في الدم في مرضى السكري.

Glp-1 أيضاً يُنشط مناطق في الجهاز العصبي المركزي تتحكم في الشهية مما يؤدي إلى تثبيط الشهية، والدراسات الطويلة الأجل بأخذ دواء مُحفز لمُستقبلات Glp-1 أظهرت بأنها * تُثبط الشهية وتُقلل من وزن الجسم في مرضى السكري.
- في الآونة الأخيرة، مع نماذج حيوانية، تُشير الدراسات إلى أن مُحفزات مُستقبلات Glp-1 يمكن أيضاً أن تُعزز تصريف الجلوكوز في الأنسجة المُحيطية المُستقل عن الأنسولين، أي تُحفز دخول السكر في الأنسجة من دون مُساعدة الأنسولين.
- بالإضافة إلى ما ذُكر من دوره في السيطرة على السكر، فإن مُحفزات مُستقبلات Glp-1 تلعب دور وقائي (حماية) من آثار الأذية في القلب والجهاز العصبي عقب إصابة تجريبيه. انظر الرسم التوضيحي التالي.

## الأبحاث المؤخرة
الانكرتين من هرمونات الجهاز الهضمي الذي له دور في التحكم بعمليات الهدم والبناء للجلوكوز في حرقه وتخزينه، ولذلك كثير من الدراسات المعنية بمرض السكري أو هرمونات البنكرياس تهتم في هذا الهرمون ودوره واحتمال استخدامه في علاج مرض السكري أو غيره من أمراض البنكرياس والجهاز الهضمي.
في دراسة حديثة ركزت على دور هذا الهرمون من خلال ما يسمى العلاج المعتمد على الانكرتين وجدت أنه خيار مساعد مع الإنسولين يعمل على تثبيط الجلوكاگون الذي يقوم بزيادة نسبة السكر في الدم، ولزيادة فعالية الإنسولين.
وبالإضافة إلى ذلك، الانكرتين يؤدي إلى فقدان الوزن، على عكس الإنسولين مما يؤدي في كثير من الأحيان إلى زيادة الوزن.
فإن الجمع بين العلاج القائم على الانكرتين والإنسولين من المرجح أن يكون دون مخاطر مرتفعة من نقص السكر في الدم. حيث قام الباحثون خلال الدراسة بتحليل 188 مريض (70٪ منهم كان عندهم السكري من النوع 2 لأكثر من 10 سنوات)، وكان معدل السكر التراكمي 8.05٪، ويعالجون بالإنسولين، وأظهرت التحاليل انخفاض بمقدار -0.66٪ عندما أضيف الاكسيناتايد Exenatide وهو دواء مصنع يشبه هرمون الانكريتين) إلى الإنسولين لديهم. وأظهرت الأدلة أن هذا الانخفاض استمر إلى ما يقرب سنتين مع استخدام الاثنين معاً.
قام الباحثون بدراسة ل261 مريض الذين يعانون من مرض السكري من النوع 2 لمدة 12 عام، درسوا فيها إضافة العلاج بالاكسيناتايد إلى علاج اللإنسولين . وقد انخفضت جرعة الانسولين بنسبة 20٪ عندما كانت نسبة السكري التراكمي 8.0٪، ولكن جرعة الانسولين لم تنخفض عندما كانت نسبة السكري التراكمي أعلى من ذلك.

## وصلات خارجية
- Glucagon.com - site of Dr D.J. Drucker's laboratory that studies incretins